# Église Saint-Martin de Cany
Pour les articles homonymes, voir Église Saint-Martin.
L'église Saint-Martin est une église catholique située à Cany-Barville, en France.

## Localisation
L'église est située à Cany, portion de la commune de Cany-Barville créée en 1827, commune du département français de la Seine-Maritime.

## Historique
L'édifice actuel est daté du XVIe siècle même s'il a été souvent modifié. 
La paroisse est très ancienne, le site de Cany ayant livré de nombreux vestiges d'époque romaine. La première église est remplacée au XIIe siècle-XIIIe siècle par un nouvel édifice détruit lors des guerres de Religion. Des prédations avaient également eu lieu en 1415.
Une chapelle est édifiée au XVIIIe siècle, et deux sacristies dans les années 1870. Trois cloches sont installées dans l'édifice en 1879, dont l'une se brise lors de l'Armistice de novembre 1918 et l'autre en septembre 1944. 
L'édifice est inscrit au titre des monuments historiques par arrêté du 14 avril 1930.

## Description
L'édifice est construit en grès. 
Le chœur est bordé de cinq chapelles.
L'édifice conserve des bas-reliefs en bois du XVIe siècle dédiés à saint Martin et Notre Dame, une statue de saint Adrien du XVIIe siècle, et des vitraux dont certains du XIXe siècle.
Une gloire ornée de 80 anges datée de 1726 est présente au-dessus de l'autel.